# Zehdorf
Zehdorf ist ein Gemeindeteil der Stadt Feuchtwangen im Landkreis Ansbach (Mittelfranken, Bayern). Zehdorf liegt in der Gemarkung Aichenzell.

## Geografie
Das Dorf liegt etwa 3,5 km südsüdöstlich der Feuchtwangener Stadtmitte auf den rechten Randhügeln des Sulzachtals. Durch den Ort fließt der Weitersgraben, der 200 Meter weiter östlich als rechter Zufluss in die Sulzach mündet. Südwestlich des Ortes befindet sich das Schelmholz, im Westen liegt das Mühlfeld. 0,5 km nordwestlich erhebt sich der Wacholderberg. Eine Gemeindeverbindungsstraße führt nach Herrnschallbach (1,5 km nordwestlich) bzw. an der Hammerschmiede vorbei nach Sulzach (2,2 km südöstlich).

## Geschichte
Am 16. November 1334 gab Rabeno, Truchsess und Kustos zu Feuchtwangen, Gefälle von Gütern in „Cehendorf“ an die von ihm gestiftete Vikarie des Kaisers Karl IV.
Zehdorf lag im Fraischbezirk des ansbachischen Oberamtes Feuchtwangen. Im Jahr 1732 bestand der Ort aus 13 Anwesen mit 14 Mannschaften und 1 Gemeindehirtenhaus. Grundherren waren das Stiftsverwalteramt Feuchtwangen (1 Gut), das Kastenamt Feuchtwangen (1 Mahl- und Schneidemühle, 1 Gut mit doppelter Mannschaft, 6 Güter) und die Reichsstadt Dinkelsbühl (4 Güter). Von 1797 bis 1808 gehörte der Ort zum Justiz- und Kammeramt Feuchtwangen. Die Zahl der Anwesen blieb unverändert.
Mit dem Gemeindeedikt (frühes 19. Jahrhundert) wurde Zehdorf dem Steuerdistrikt und der Ruralgemeinde Aichenzell zugeordnet. Im Zuge der Gebietsreform in Bayern wurde diese am 1. Januar 1972 nach Feuchtwangen eingemeindet.

## Einwohnerentwicklung
| Jahr      | 001818 | 001840 | 001861 | 001871 | 001885 | 001900 | 001925 | 001950 | 001961 | 001970 | 001987 |
| Einwohner | 79     | 63     | 69     | 67     | 74     | 63     | 77     | 85     | 58     | 57     | 53     |
| Häuser    | 15     | 16     |        |        | 14     | 15     | 15     | 14     | 14     |        | 13     |
| Quelle    | [ 11 ] | [ 12 ] | [ 13 ] | [ 14 ] | [ 15 ] | [ 16 ] | [ 17 ] | [ 18 ] | [ 19 ] | [ 20 ] | [ 1 ]  |

## Religion
Der Ort ist seit der Reformation evangelisch-lutherisch geprägt und bis heute nach St. Johannis (Feuchtwangen) gepfarrt. Die Einwohner römisch-katholischer Konfession sind nach St. Ulrich und Afra (Feuchtwangen) gepfarrt.